# روبيرت فاليتي
روبير فاليت (15 نوفمبر 1948 في ليون) بالفرنسية Robert Valette. لاعب كرة قدم فرنسي معتزل كان يجيد اللعب في خط الدفاع . ساهم في احتلال نادي ليون المركز الثاني في بطولة كأس فرنسا موسمي 1970-1971 و1975-1976 .

## وصلات خارجية
- روبيرت فاليتي على موقع قاعدة بيانات كرة القدم.إي يو (الإنجليزية)
- روبيرت فاليتي على موقع عالم كرة القدم.نت (الإنجليزية)